# Evangelische Kirche (Malsfeld)

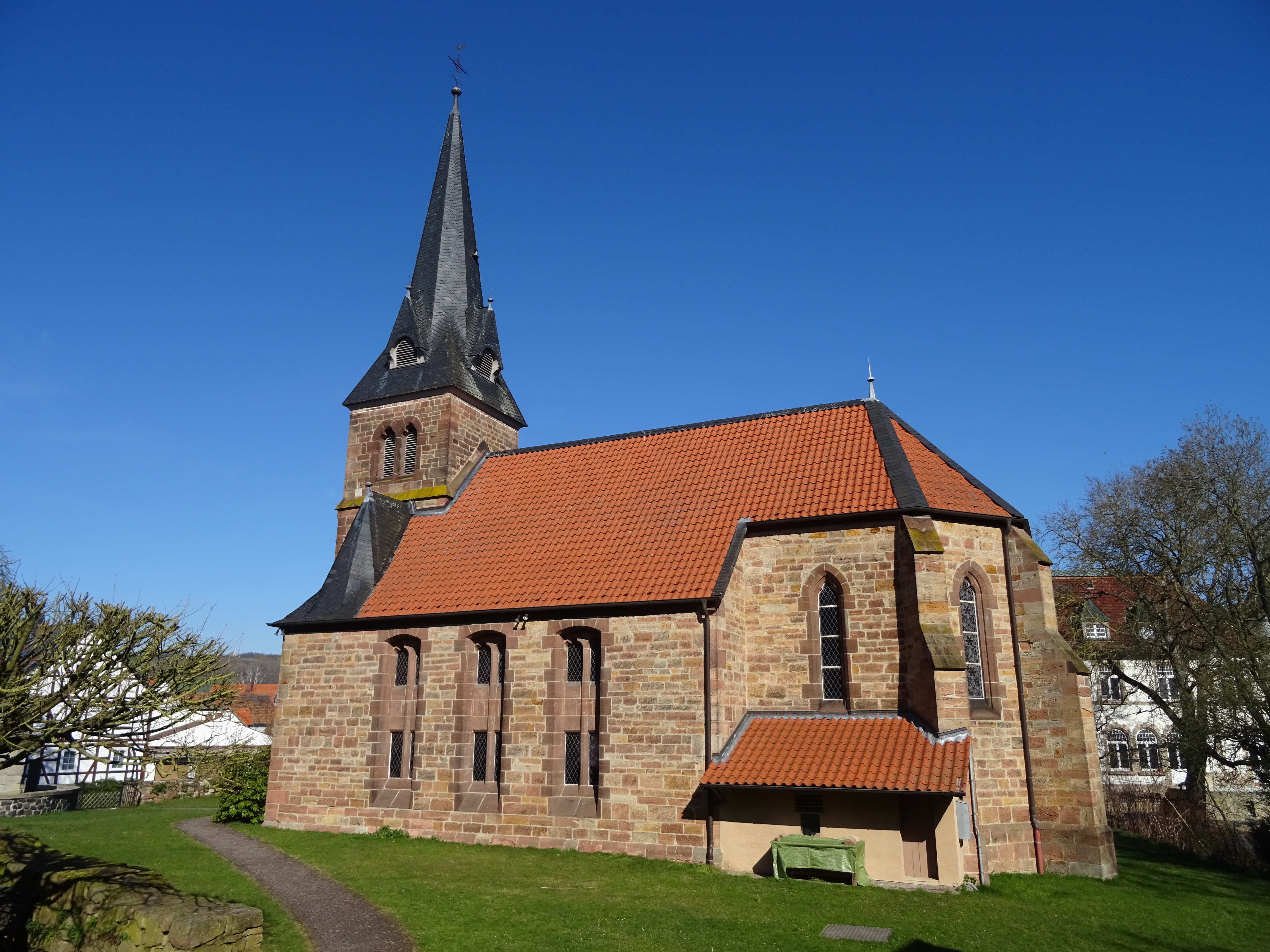
Evangelische Kirche in Malsfeld

Die evangelische Kirche Malsfeld ist ein denkmalgeschütztes Kirchengebäude in der Gemeinde Malsfeld im Schwalm-Eder-Kreis  in Hessen. Die Kirche gehört zur Kirchengemeinde Malsfeld im Kirchenkreis Schwalm-Eder im Sprengel Marburg der Evangelischen Kirche von Kurhessen-Waldeck.

## Beschreibung
Die neugotische Saalkirche aus Quadermauerwerk wurde 1864 nach einem Entwurf von Georg Gottlob Ungewitter erbaut. Der Kirchturm im Westen ist halb in das Kirchenschiff eingebaut. Der mit Strebepfeilern gestützte Chor im Osten hat einen dreiseitigen Abschluss. Das Kirchenschiff und der Chor haben ein gemeinsames Satteldach.
Im Innern ist das Kirchenschiff mit einem spitzen hölzernen Tonnengewölbe, das von den durchgehenden Pfeilern der Emporen getragen wird, der Chor mit einem Kreuzgewölbe überspannt. Aus dem Vorgängerbau sind der Altar, zwei Kirchenglocken und die 1723 von Johann Eberhard Dauphin gebaut Orgel übernommen worden. Die Orgel hat neun Register auf einem Manual und Pedal.